# Krizová pomoc
Krizová pomoc je psychologická a sociální pomoc člověku, který se ocitl v krizové situaci, kterou nedokáže vyřešit vlastními silami. Krizovou pomoc lze definovat jako vstup prostředníka mezi jedince a jeho krizi. Pojem krize označuje ohrožující situace, které jsou nezbytné k životnímu posunu. Jedná se o situace, které jsou naléhavé, ale i minimální úsilí může jedinci přinést maximální efekt a posílení do budoucna. Krize je prověřování vlastních schopností jedince zvládat krizi, ale i prověřování jeho sociálního okolí a také institucí, které pomáhají jedinci v krizi.

## Cílová skupina klientů
Krizová pomoc je dle zákona o sociálních službách poskytována osobám, které se nacházejí v situaci ohrožení zdraví nebo života, kdy přechodně nemohou řešit svoji nepříznivou sociální situaci vlastními silami.
Nepříznivou sociální situací se rozumí oslabení nebo ztráta schopnosti z důvodu věku, nepříznivého zdravotního stavu, pro krizovou sociální situaci, životní návyky a způsob života vedoucí ke konfliktu se společností, sociálně znevýhodňující prostředí, ohrožení práv a zájmů trestnou činností jiné fyzické osoby nebo z jiných závažných důvodů.

## Formy krizové pomoci
Pomoc v krizi můžeme rozdělit na formální pomoc a neformální pomoc.

### Neformální pomoc
Neformální pomoc označujeme jako jedincovy schopnosti zvládat krizi či podporu jeho okolí. Důležitou součástí neformální pomoci v krizi je sociální opora. Neformální pomoc dělíme na svépomoc a vzájemnou pomoc.
- Svépomoc souvisí především s adaptací jedince (tzv. připravenost na to, co jedince čeká) a funkce obranných mechanismů a schopnosti zvládat náročné životní situace.[4]

- Vzájemnou pomocí se vyznačuje pomoc blízkého okolí (rodiny, přátel), které je schopno jedinci v krizi nabídnout emocionální podporu, rady a informace, ale i skutečnou neformální péči.[7] V Česku takto pečuje o své blízké s hendikepem asi 800 000 lidí.[8]

### Formální pomoc
Formální pomoc neboli krizová intervence je označována jako forma pomoci lidem v krizi. Jedná se o odbornou metodu, která cíleně pomocí vhodných postupů reaguje na potřeby lidí za účelem zlepšení, odvrácení nebo překonání jejich nepříznivé situace, kterou jedinec prožívá jako nepříznivou, ohrožující a zátěžovou. Krizová intervence se snaží o redukci nebezpečí, snížení rizika prohlubování nepříznivé situace, podporu jedince a jeho kompetencí v řešení problémů.

## Formy poskytování formální krizové intervence
Odbornou krizovou intervenci můžeme rozdělit na prezenční a distanční neboli na krizovou intervenci tváří v tvář a telefonickou krizovou intervenci. Sociální služba krizové pomoci je poskytována formou terénní, ambulantní nebo pobytové služby, poskytuje se bezúplatně.

### Prezenční forma pomoci
Prezenční forma pomoci neboli forma tváří v tvář nabízí terénní, ambulantní nebo pobytovou službu.
- Terénní služby fungují na základě přenesení procesu krizové intervence na místo, kde se klient nachází, což může být například domov, škola, nemocnice, ulice či místo, kde došlo ke katastrofě.[4]
- Ambulantní služby jsou definovány jako služby, za kterými jedinec v krizi dochází do zařízení (krizová centra). Klienti mohou zařízení navštívit sami nebo na doporučení jiné instituce (policie, pracovník sociálních služeb, linka důvěry). [4]
- Pobytovými službami se rozumí krátkodobé umístění klienta na tzv. „krizové lůžko“ v krizovém centru. K tomuto dochází pouze tehdy, kdy klientova situace neumožňuje setrvání v domácím prostředí. Jedná se zejména o týrané ženy a děti a klienty se sebevražednými sklony.[2]

### Distanční forma pomoci
- Do distanční formy spadá především telefonický nebo internetový kontakt s klientem.
- Telefonická pomoc zajišťuje klientům pomoc a podporu skrze telefon a zajišťují ji především linky důvěry, které mohou být úzce specializovány na nějakou cílovou skupinu jako je například Gay linka první pomoci, Linka armády ČR, Linka bezpečí (linka důvěry pro děti a mládež).[4]
- Telefonická krizová pomoc je terénní služba poskytovaná na přechodnou dobu osobám, které se nacházejí v situaci ohrožení zdraví nebo života či jsou v jiné obtížné situaci, kterou přechodně nemohou řešit vlastními silami. Tato služba nabízí:

1. telefonickou krizovou pomoc,
2. pomoc při uplatňování práv, oprávněných zájmů a při obstarávání osobních záležitostí.[5]

## Krizová intervence v Česku
Zákon č. 108/2006 Sb., o sociálních službách definuje sociální službu krizovou pomoc jako pomoc osobám, které se nacházejí v nepříznivé sociální situaci, v ohrožení života nebo zdraví, kdy nemohou tuto nepříznivou sociální situaci překonat vlastními silami.
Sociální služba krizová pomoc patří mezi služby sociální prevence. Tyto služby napomáhají zabránit sociálnímu vyloučení tím, že se snaží o překonání nepříznivé situace klientů. Tím také chrání společnost před šířením a vznikem nežádoucích společenských jevů.
Může jít o nejrůznější formy sociální péče jako je sociální poradenství, raná péče, dobrovolnická sociální podpora, krizová linka nebo tísňové volání, psychologická poradna. Zdravotnické služby poskytuje psychiatrické centrum, centrum duševního zdraví apod.